# Cariblatta antiguensis
Cariblatta antiguensis är en kackerlacksart som först beskrevs av Henri Saussure och Leo Zehntner 1893.  Cariblatta antiguensis ingår i släktet Cariblatta och familjen småkackerlackor. Inga underarter finns listade.